# Pseudostigmatinae
Pseudostigmatinae (лат.) — подсемейство стрекоз из семейства стрелок (Coenagrionidae) подотряда равнокрылых. Ранее выделялось в отдельное семейство Pseudostigmatidae, однако после проведённых молекулярно-генетических исследований равнокрылых стрекоз было включено в состав семейства Coenagrionidae. Около 20 видов, включая крупнейший современный вид стрекоз — Megaloprepus caerulatus.

## Распространение
Южная Америка, Центральная Америка и один эндемик из восточной Африки (Coryphagrion grandis). 

## Описание
Крупные стрекозы, до 19 см (Megaloprepus caerulatus). Характерен медленный, порхающий полёт. Имаго питаются пауками, которых хватают прямо с их ловчих сетей.
Личинки обитают среди подлеска в затопленных норах и дуплах, в участках со скапливающейся и застаивающейся водой, в заполненных водой розетках листьев растений-эпифитов.
Например, Mecistogaster modesta и некоторые другие представители семейства Pseudostigmatidae, развиваются в фитотелматах, небольших скоплениях воды (микроводоёмах) внутри бромелиевых и разных эпифитных растений. В тропических лесах северо-западной Коста-Рики в Центральной Америке они достигают высокой плотности: до 6000 личинок на гектар в участках вторичного леса.

## Классификация
Подсемейство Pseudostigmatinae включает 10 родов с примерно 20 видами:
- Род Anomisma McLachlan, 1877
  - Anomisma abnorme McLachlan, 1877
- Род Bromeliagrion De Marmels, 2005
- Род Coryphagrion Morton, 1924
  - Coryphagrion grandis Morton, 1924
- Род Diceratobasis Kennedy, 1920
- Род Leptagrion Selys, 1876
- Род Mecistogaster Rambur, 1842
  - Mecistogaster amalia (Burmeister, 1839)
  - Mecistogaster amazonica Sjöstedt, 1918
  - Mecistogaster asticta Selys, 1860
  - Mecistogaster buckleyi McLachlan, 1881
  - Mecistogaster jocaste Hagen, 1869
  - Mecistogaster linearis (Fabricius, 1776)
  - Mecistogaster lucretia (Drury, 1773)
  - Mecistogaster martinezi Machado, 1985
  - Mecistogaster modesta Selys, 1860
  - Mecistogaster ornata Rambur, 1842
  - Mecistogaster pronoti Sjöstedt, 1918
- Род Megaloprepus Rambur, 1842
  - Megaloprepus caerulatus (Drury, 1782)
- Род Microstigma Rambur, 1842
  - Microstigma anomalum Rambur, 1842
  - Microstigma maculatum Hagen in Selys, 1860
  - Microstigma rotundatum Selys, 1860
- Род Platystigma Kennedy, 1920[9]
- Род Pseudostigma Selys, 1860
  - Pseudostigma aberrans Selys, 1860
  - Pseudostigma accedens Selys, 1860